# Albaladejo
Albaladejo és un municipi de la província de Ciudad Real a la comunitat autònoma de Castella-La Manxa. Limita amb la província de Jaén.

## Demografia
| 1991  | 1996  | 2001  | 2006  |
| ----- | ----- | ----- | ----- |
| 1.782 | 1.753 | 1.598 | 1.558 |